# Femminismo gitano

Uno dei simboli del femminismo gitano.

Il femminismo gitano o femminismo romaní è una corrente femminista che promuove l'uguaglianza di genere, la lotta contro le disparità sociali e la difesa dell'integrazione della donna in differenti ambiti nella società, in un modo compatibile con l'isolamento della cultura e dei valori del popolo rom.
Lungo la storia, l'etnia rom è stata disprezzata e perseguitata da differenti società dovuto alle sue particolarità. Ancora oggi, è una delle minoranze più importanti in tutto il mondo. Molti gruppi conservano ancora una cultura caratteristica, con lingua, tradizioni o abitudini proprie, dove la famiglia e la solidarietà tra i suoi membri hanno una grande importanza.
Il femminismo gitano si caratterizza per la l'impegno nel superamento dei pregiudizi e della discriminazione sia per la società rom che per le donne, oltre allo stigma associato alla povertà.

## In Spagna
Il movimento femminista gitano in Spagna ebbe inizio nel 1990, quando apparve la prima associazione di donne gitane femministe a Granata, l'Associazione di donne Gitane ROMI. Da allora, vennero creati altri collettivi in tutto il paese, con l'obiettivo dichiarato di mantenere la tradizione e l'identità rom, nel rispetto della libertà delle donne e nella ricerca dell'uguaglianza attraverso il diritto ad essere differenti.
Tra gli aspetti più difesi da questo gruppo furono: l'accesso all'alloggio, l'educazione, la visibilità della donna, e per alcuni, la normalizzazione della diversità sessuale.